# Докос
Докос (грч. Δοκός) је једно од Саронских острва, које се налази поред острва Хидре дуж обале Пелопонеза, од којег их одваја уски теснац назван на неким мапама „Хидра залив“. То је део општине Хидра у Префектури Пиреј. 
Површина острва је 12 km². Острво је стеновито са највишом тачком од 308 метара надморске висине. На острву живи 13 становника, према попису од 2001. То су православни монаси.
Докос је од давнина имао важан стратешки положај. На источној страни могу се наћи остаци великог византијско - венецијанског утврђења. Током рата за независност Грчке Докос је коришћен од стране снага Хидре (Ύδρα) као лука.

## Археологија
На основу археолошких истраживања Докос је био насељен још од бакарног доба, 6-000. п. н. е. Године 1975 Peter Throckmorton је открио на Докосу олупину које се сматра да је најстарија олупина на планети. Она датира између 2.500 и 2.000. године п. н. е.